# Peter von Scholten (film)
|  | Denne artikel omhandler en film. For personen af samme navn, se Peter von Scholten. |
Peter von Scholten er en dansk film fra 1987.
- Manuskript Sven Holm.
- Instruktion Palle Kjærulff-Schmidt.

## Medvirkende
Blandt de mange medvirkende kan nævnes:
- Ole Ernst
- Karen-Lise Mynster
- Etta Cameron
- Preben Kristensen
- Jesper Langberg
- Henning Moritzen
- Birgitte Federspiel
- Bodil Udsen
- Hans-Henrik Krause
- Søren Pilmark
- Olaf Ussing
- Preben Neergaard
- Torben Jensen
- Arne Hansen
- Dick Kaysø
- Lars Lunøe
- Bodil Lassen
- Henning Jensen
- Søren Rode
- Hans Christian Ægidius
- Birgit Conradi
- Gyrd Løfqvist
- John Larsen
- Helge Scheuer
- Lillian Tillegreen
- Fritze Hedemann
- Torben Jetsmark